# Silvio Spaventa
Silvio Spaventa (n. Rosario, Santa Fe, Argentina; ??? - Buenos Aires, Argentina; 19 de julio de 1973) fue un actor de cine y radio, locutor y cantor argentino.

## Carrera
Fruto de un matrimonios de inmigrantes italianos, sus hermanos fueron los también actores y cantantes de tango Carlos y  Francisco "Pancho" Spaventa.
Spaventa fue un eximio actor y galán radial que se lució en numerosas emisoras como la LR4 (donde hizo La máscara), junto a estrellas del momento como Susy Kent, Mecha Caus, Libertad Lamarque , Azucena Maizani, Francisco de Paula, Blanca del Prado, Eva Duarte, Luisa Vehil y Carmen Vallejo. Pionero de la radio, actuó en decenas de radioteatros en populares emisoras como el programa radial de espectáculos Cartel Sonoro, emitido por Radio Fénix LA.9, en 1931  con Ricardo Passano. En 1939 hizo un radioteatro con Floren Delbene, Inés Edmonson, Herminia Franco, Pedro Quartucci y Rafael Salvatore por Radio Prieto.
Ya en 1934 se destacó no solo por sus dotes actorales sino también como locutor y cantante de tangos junto con Teofilo Ibáñez con sus guitarristas Zerda y Ferrari que desfilaban por LR3 Radio Belgrano.
En 1941 hizo un radioteatro nocturno con la actriz Susy Kent, Nydia Reynal, Nathán Pinzón y Julia de Alba, auspiciados por la Franco Inglesas. También narraron juntos Las grandes novelas del aire e hizo Nuestra revista  por LR2 Radio Argentina. Luego condujo en Radio Mayo el programa infantil Papel Picado. Otro famoso radioteatro en el que actuó fue Juan el Déspota, junto a Kent.
Intervino en varios programas de Radio Splendid, como El Rebelde. Junto  con un elenco estable formado por Nora Cullen, Guillermo Battaglia, Ricardo Passano, Eduardo Cuitiño, Chela Ruiz y S. Kent.
En la pantalla grande participó de su único film, La virgencita de Pompeya en 1935, protagonizado por Enrique P. Maroni, Inés Murray, Santos Landa, Juan Carlos Cobián, Chola Asencio y Liana Román.

## Vida privada
Su esposa fue la actriz Susy Kent (1915-1994) con quien fundo su propia compañía radiofónica y se separó al poco tiempo.